# Миявака
Миявака (яп. 宮若市 Миявака-си) — город в Японии, находящийся в префектуре Фукуока. Площадь города составляет 139,99 км², население — 28 430 человек (1 августа 2014), плотность населения — 203,09 чел./км².

## История
Район Миявака был частью древней провинции Тикудзэн и упоминается в « Нихон сёки» и других источниках периода Нара как территория святилища Мунаката . В период Эдо этот район находился под контролем княжества Фукуока . После реставрации Мэйдзи 1 мая 1889 года были основаны деревни Вакайма и Мията с созданием современной системы муниципалитетов. Мията получила статус города 1 апреля 1926 года, а Вакамия — 11 февраля 1943 года. 11 февраля 2006 года два города объединились, образовав город Миявака.
В апреле 1889 года Инунакидани был интегрирован в близлежащую деревню Ёсикава с введением системы городов и деревень (町村制, Chosonsei ) . Последующие объединения в конечном итоге создали город Миявака. 

## Географическое положение
Город расположен на острове Кюсю в префектуре Фукуока региона Кюсю. С ним граничат города Мунаката, Фукуцу, Кога, Иидзука, Ногата и посёлки Курате, Котаке, Хисаяма, Сасагури.

## Население
Население города составляет 28 430 человек (1 августа 2014), а плотность — 203,09 чел./км². Изменение численности населения с 1980 по 2005 годы:
| 1980 | 33 670 чел. |  |
| 1985 | 33 165 чел. |  |
| 1990 | 32 678 чел. |  |
| 1995 | 32 197 чел. |  |
| 2000 | 31 225 чел. |  |
| 2005 | 30 630 чел. |  |

## Символика
Деревом города считается сакура, цветком — Lycoris radiata.